# Tessaoua
Tessaoua este un oraș din Niger, situat la încrucișarea unor importante axe de comunicații și anume: Nord - Sud (de la Agadez la Kano) și Est - Vest (de la Maradi la Zinder), ceea ce i-a facilitat, în trecut, poziția de centru regional. Actualmente reședința regiunii este la Maradi.
În oraș există un liceu și câteva școli care predau în limbile locale și franceză. Tessaoua este de asemenea sediul unor organizații neguvernamentale.

## Aeroport
Tessaoua este deservit de aeroportul local (cod ICAO: DRRA).